# ماريو غوميز
ماريو غوميز غارسيا (بالإسبانية: Mario Gómez García)‏ لاعب كرة قدم ألماني سابق، من مواليد 10 يوليو 1985 في ريدلينغن في ألمانيا الغربية وهو من أصل إسباني (والده إسباني من غرناطة ووالدته ألمانية).
لعب مع نادي شتوتغارت من سنة 2003 حتى سنة 2009. ثم مع نادي بايرن ميونخ وحاليا يلعب مع شتوتغارت الألماني قادما من فولفسبورغ.
ونال جائزة أفضل لاعب في الدوري الألماني سنة 2007.ونال جائزة هداف الدوري الألماني (البوندسليغا) سنة 2010/2011
الأنتقال إلى فيورنتينا
وأستقبل نحو 25 ألف مشجع ماريو جوميز لدى وصوله إلى استاد ارتيميو فرانكي مساء الاثنين.
وأضافت الصحيفة :«ياله من عرض» في تعليقها على «الهوس بجوميز» في توسكاني،بينما أبدت صحيفة «كوريري ديللو سبورت» اندهاشها من الأعداد الضخمة من المشجعين التي جاءت لمشاهدة النجم الألماني، وكتبوا في رسائل
جريئة «مجانين بجوميز».
وتشعر جماهير فيورنتينا بسعادة غامرة بعد نجاح النادي في التعاقد مع لاعب من صفوف بايرن ميونيخ الألماني بطل الدوري والكأس ودوري أبطال أوروبا، كما يشعر قادة النادي أيضا بالفخر لإتمام المهمة على النحو الأمثل.
كما أشعل جوميز جنون جماهير فيورنتينا عبر النطق بأولى كلماته باللغة الإيطالية في الاستاد، حيث قال :«أهلا بكم جميعا،إنني الآن فيورنتيني،وأنا سعيد جدا جدا جدا».
وعندما أنهى جوميز حديثه مستخدما كلمة سعيد جدا ثلاث مرات،ثم «فورزا فيولا» صاحت الجماهير بهتافات الترحيب ولوحت بالأعلام، والأوشحة واللافتات، حتى أن أعلام ألمانيا ظهرت في المدرجات.
وقال جوميز :«أحلم بالفوز بشيئ ما في إيطاليا».
واحتل فيورنتينا المركز الرابع في جدول ترتيب الدوري الإيطالي الموسم الماضي بعدما قدم أداء هجوميا مذهلا،وبالتالي فإن القليل من التطور على أداء الفريق في الموسم المقبل من الكالشيو سيضمن له المشاركة في دوري أبطال أوروبا.
وفي الوقت الذي تبدو فيه طموحات جوميز (28عاما) عالية، فإنه ظهر متواضعا خلال مراسم تقديمه،حيث رفض المهاجم الدولي الحديث عن أي لاعب في الفريق بشكل فردي،كما لم يشر إلى نفسه كنجم.
وأشار جوميز :«أريد أن تنظر لنا الجماهير كوحدة واحدة،وليس فرادى،هذا هو سر النجاح الكبير».
وأكد جوميز الذي انتقل إلى صفوف فيورنتينا قادما من بايرن ميونيخ مقابل 20 مليون يورو (26 مليون دولار) أن جوسيب جوارديولا المدير الفني لبايرن أشاد له بفينشينزو مونتيلا مدرب فيورنتينا،مشيرا :«لقد أخبرني بأن مونتيلا مدرب رائع».
وأعرب رئيس فيورنتينا أندريا ديلا فالي عن سعادته بالعرض الذي قدمه جوميز خلال مراسم تقديمه.
وقال رئيس فيورنتينا :«ماريو قرر الانضمام لنا لأنه يحب طريقتنا في اللعب،إنه الرجل المناسب في المكان المناسب»، مشيرا إلى أن اللاعب الألماني دائما ما تصرف بشكل صائب خلال «المفاوضات الصعبة والمطولة».
وقال ديلا فالي لدى تواجده بصحبة جوميز،الذي كان يحمل قميص رقم 33 لفيورنتينا،موجها حديثه للجماهير : «أنتم تستحقون هذا النجم، جوميز جاء إلى فلورنسا بسببكم أنتم».
كما رحب الإيطاليون بتعهد جوميز أن يجري مقابلة صحفية باللغة الإيطالية في غضون شهرين.
وبعد أن ابتعد عن المشاركة في التشكيل الأساسي لبايرن ميونيخ،فإن جوميزيدرك تماما أنه سيحظى بفرصته كاملة في فيورنتينا،من أجل تقديم أفضل ما لديه من أجل المشاركة مع المنتخب الألماني في نهائيات كأس العالم 2014 بالبرازيل.
بدأ باللعب مع منتخب ألمانيا لكرة القدم في سنة 2007 حتى عام 2018.

## مسيرته الكروية
لعب ماريو غوميز خلال مسيرته الاحترافية مع 6 أندية في عشرون موسمًا وسجل خلالها 231 هدف ضمن 456 مباراة. حيث فاز في موسمين بالكأس وفي أربعة مواسم بالدوري.
خاض ماريو غوميز مسيرته مع نادي شتوتغارت في موسم 2003–04 في المرة الأولى ليلعب معه ستة مواسم ثم في موسم 2017–18 واستمر معه طيلة ثلاثة مواسم، مشاركًا طوالها في 191 مباراة سجل خلالها 85 هدفًا. ثم انتقل إلى نادي بايرن ميونخ في موسم 2009–10 ليلعب معه أربعة مواسم، حيث شارك في 115 مباراة سجل خلالها 75 هدفًا. لينتقل بعدها إلى نادي فيورنتينا في موسم 2013–14 ولمدة موسمين، مشاركًا في 29 مباراة سجل خلالها 7 أهداف. ثم انتقل إلى نادي بشكتاش في موسم 2015–16 لمدة موسم واحد، مشاركًا في 33 مباراة سجل خلالها 26 هدفًا. هذا وانتقل لاحقًا إلى نادي فولفسبورغ في موسم 2016–17 ولمدة موسمين، مشاركًا في 45 مباراة سجل خلالها 17 هدفًا.

## وصلات خارجية
- ماريو غوميز على موقع الاتحاد الدولي (مؤرشف)  (الإنجليزية)
- ماريو غوميز على موقع الاتحاد الأوربي (الإنجليزية)
- ماريو غوميز على موقع اتحاد تركيا (لاعب) (الإنجليزية)
- ماريو غوميز على موقع قاعدة بيانات كرة القدم.إي يو (الإنجليزية)
- ماريو غوميز على موقع بيانات كرة القدم. دي إي (الألمانية)
- ماريو غوميز على موقع ليكيب (الفرنسية)
- ماريو غوميز على موقع ناشيونال فوتبول تيمز (الإنجليزية)
- ماريو غوميز على موقع Soccerbase.com (لاعب) (الإنجليزية)
- ماريو غوميز على موقع Soccerway.com (الإنجليزية)
- ماريو غوميز على موقع عالم كرة القدم.نت (الإنجليزية)
- الموقع الرسمي (بالألمانية)